# Marisa Paredes
Marisa Paredes all'anagrafe María Luisa Paredes Bartolomé (Madrid, 3 aprile 1946 – Madrid, 17 dicembre 2024) è stata un'attrice spagnola, che lavorò in campo internazionale. Divenne però soprattutto nota per la sua assidua collaborazione con il connazionale Pedro Almodóvar, di cui, unitamente a Carmen Maura, Victoria Abril  e Penélope Cruz, fu musa.

## Biografia
María Luisa Paredes Bartolomé nacque a Madrid, dove iniziò la sua carriera nei primi anni sessanta, studiando recitazione al Conservatorio d'Arte Drammatica, dividendosi tra teatro, televisione e cinema spagnolo. Tra i suoi primi crediti cinematografici vi fu la partecipazione al film Il diabolico dottor Satana di Jesús Franco. Negli anni settanta lavorò in diverse telenovelas e collaborò con il cantante Raphael, iniziando poi a conseguire i primi successi nei primi anni ottanta, soprattutto grazie alla collaborazione con Pedro Almodóvar, sotto la cui regia recitò dapprima ne L'indiscreto fascino del peccato (1983), e venendo poi nuovamente diretta in Tacchi a spillo (1991), Il fiore del mio segreto (1995), Tutto su mia madre (1999), Parla con lei (2002) e La pelle che abito (2011).
Nel corso degli anni la sua fama si rafforzò dandole la possibilità di lavorare in campo internazionale. Nel 1995 diretta da Almodóvar recitò in Il fiore del mio segreto, interpretazione che le fece vincere un Premio Goya, l'anno successivo recitò al fianco di Marcello Mastroianni in Tre vite e una sola morte, sempre nel 1996 lavorò nel film di Giacomo Battiato Cronaca di un amore violato. Tra il 1997 e il 1999 partecipò a due film premio Oscar; La vita è bella di Roberto Benigni e Tutto su mia madre di Pedro Almodóvar. Negli anni successivi recitò in Nessuno scrive al colonnello di Arturo Ripstein, La spina del diavolo di Guillermo del Toro e Parla con lei di Pedro Almodóvar.
Alla XVI edizione del Festival Internazionale EuropaCinema & TV, tenutasi a Viareggio fu insignita di un premio alla carriera. Nel 2000 fu Presidente della giuria del Festival di Berlino e nello stesso anno divenne Presidente dell'Accademia del Cinema Spagnolo. Nel 2005 partecipò a un film su tematica gay, Reinas - Il matrimonio che mancava, mentre nel 2008 fece parte del cast del film di Maria Sole Tognazzi L'uomo che ama.
Morì a Madrid il 17 dicembre 2024 all'età di 78 anni.

## Vita privata
Si sposò nel 1983 con il regista Antonio Isasi-Isasmendi, con cui ebbe una figlia, anch'ella attrice, Maria (nata il 29 settembre 1975).

## Filmografia parziale

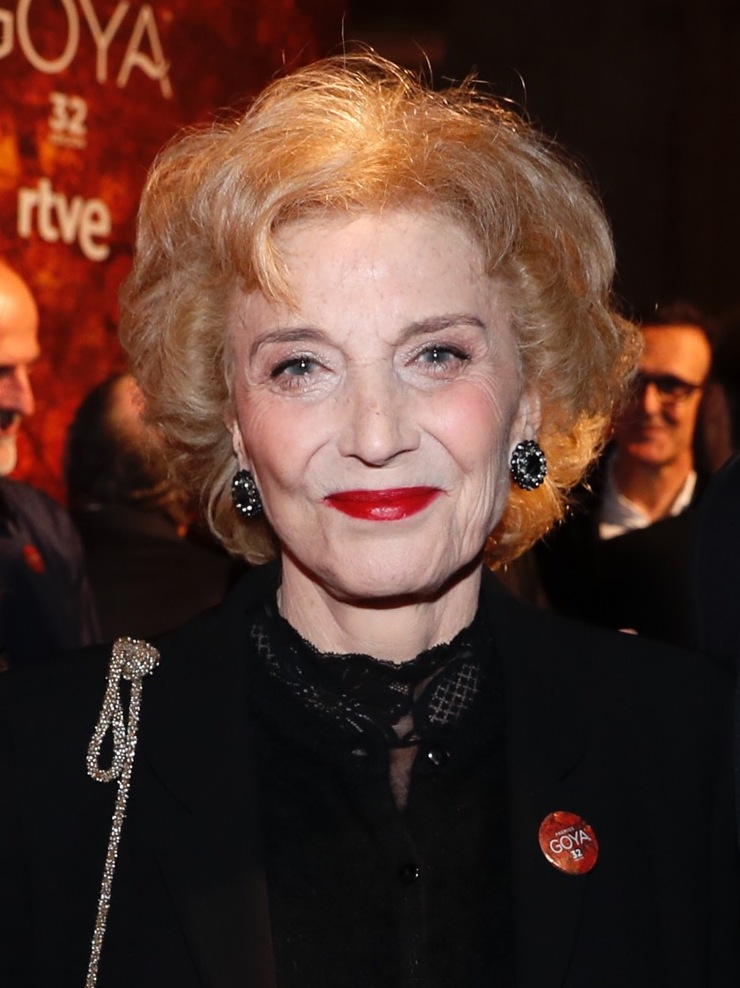
Marisa Paredes ai Premi Goya del 2018

### Cinema
- Requiem per un gringo (Réquiem para el gringo), regia di Eugenio Martín e José Luis Merino (1968)
- L'indiscreto fascino del peccato (Entre tinieblas), regia di Pedro Almodóvar (1983)
- Delirio d'amore (Delirios de amor), regia di Antonio González-Vigil, Luis Eduardo Aute e Félix Rotaeta (1986)
- Tacchi a spillo (Tacones lejanos), regia di Pedro Almodóvar (1991)
- Golem - Lo spirito dell'esilio (1992)
- Cronaca di un amore violato (1995)
- Il fiore del mio segreto (La flor de mi secreto), regia di Pedro Almodóvar (1995)
- Tre vite e una sola morte (Trois vies et une seule mort), regia di Raúl Ruiz (1996)
- Profundo carmesí, regia di Arturo Ripstein (1996)
- La vita è bella, regia di Roberto Benigni (1997)
- La voce degli angeli, regia di Nick Hamm (1998)
- Tutto su mia madre (Todo sobre mi madre), regia di Pedro Almodóvar (1999)
- Jonas et Lila, à demain, regia di Alain Tanner (1999)
- La spina del diavolo (El espinazo del diablo), regia di Guillermo del Toro (2001)
- Parla con lei (Hable con ella), regia di Pedro Almodóvar (2002) - Non accreditata
- Reinas - Il matrimonio che mancava (Reinas), regia di Manuel Gómez Pereira (2005)
- Specchio magico (Espelho Mágico), regia di Manoel de Oliveira (2005)
- L'uomo che ama, regia di Maria Sole Tognazzi (2008)
- Gigola, regia di Laure Charpentier (2008)
- Les yeux de sa mère (2011)
- La pelle che abito (La piel que habito), regia di Pedro Almodóvar (2011)
- Traumland, regia di Petra Volpe (2013)
- Latin Lover, regia di Cristina Comencini (2015)
- Petra, regia di Jaime Rosales (2018)
- Nonostante tutto (A pesar de todo), regia Gabriela Tagliavini (2019)

### Televisione
- Goya (1985) - miniserie TV
- Felipe e Letizia - miniserie TV (2010)

## Doppiatrici italiane
- Paila Pavese in Tacchi a spillo, Il fiore del mio segreto, La vita è bella, Reinas - Il matrimonio che mancava
- Ada Maria Serra Zanetti in La voce degli angeli, La spina del diavolo
- Sonia Scotti in Tutto su mia madre, L'uomo che ama
- Vittoria Febbi in Requiem per un gringo
- Serena Verdirosi in La pelle che abito